# Eletromecânica

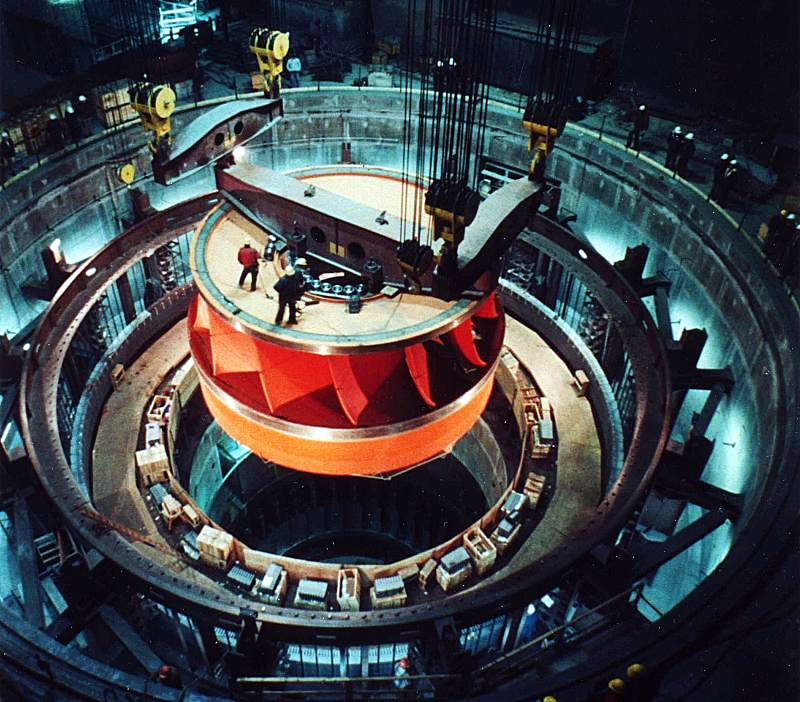
Eletromecânica: instalação de uma turbina hidráulica numa central hidroelétrica.

No âmbito da tecnologia, a eletromecânica (AO 1945: electromecânica) consiste na combinação das ciências e técnicas da eletrotécnica com as da mecânica industrial. 

## Âmbito

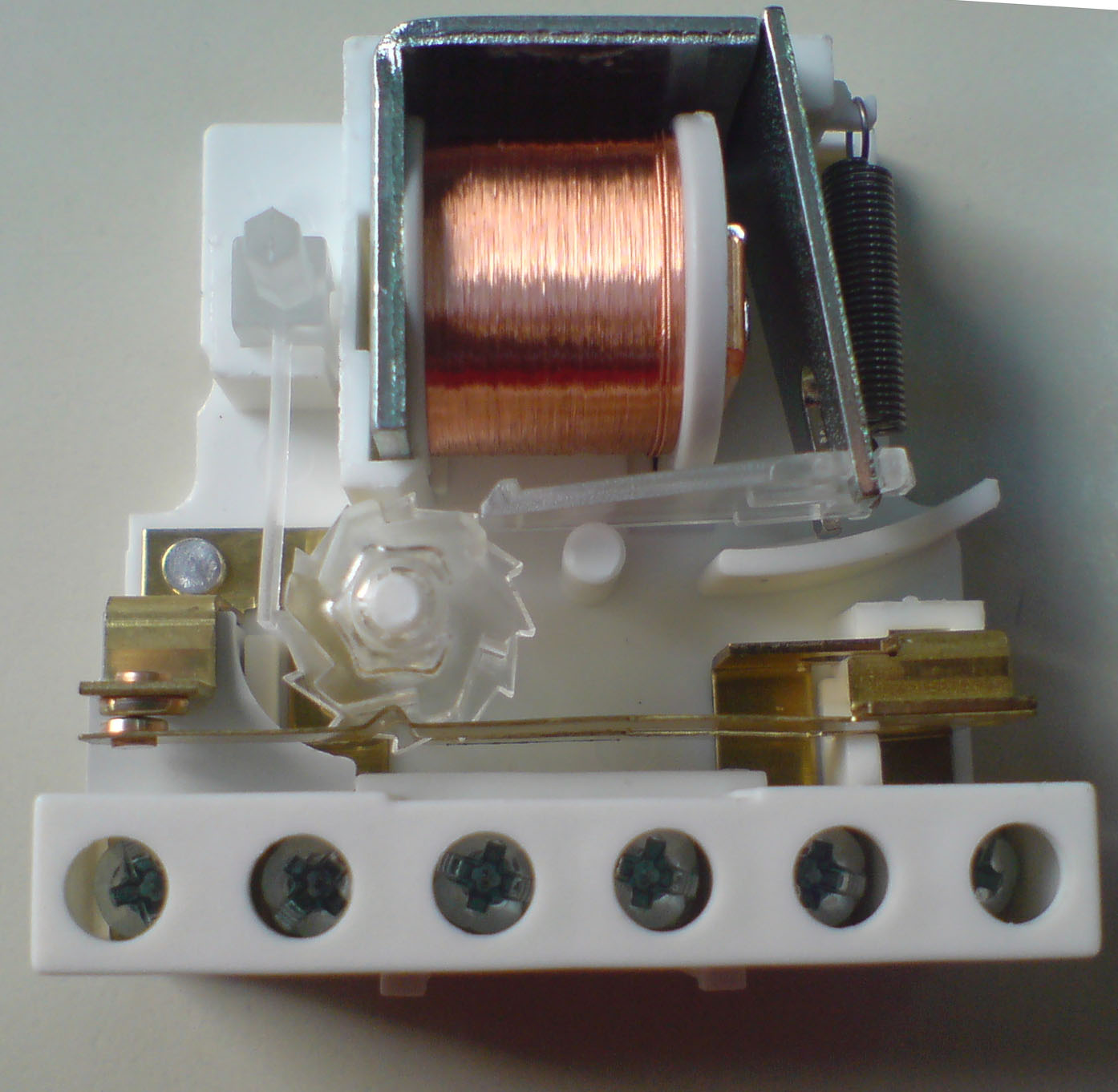
Relé eletromecânico.

A eletromecânica é o ramo especializado da engenharia, no qual são realizadas a análise, o projeto, o desenvolvimento, a produção e a manutenção de sistemas e dispositivos que integrem componentes elétricos e mecânicos no seu mecanismo. Entre os exemplos de dispositivos eletromecânicos encontram-se: os motores elétricos das indústrias, frigoríficos, máquinas de lavar, secadores de cabelo, máquinas elétricas, transformadores geradores e instalações de máquinas e outros aparelhos elétricos, os relés, interruptores e comutadores, bem como as já obsoletas calculadoras mecânicas e válvulas eletrônicas. Todos estes dispositivos servem para converter energia elétrica em energia mecânica ou vice-versa. Por exemplo, os telefones transmitem informação à distância, convertendo a energia mecânica originada pelas ondas sonoras em sinais elétricos, reconvertendo depois estes sinais elétricos em ondas sonoras para a recepção da mensagem. A lista de dispositivos eletromecânicos é interminável.
O fato de todos os dispositivos eletromecânicos integrarem componentes classificados como elétricos e componentes classificados como mecânicos não implica que os componentes elétricos e mecânicos possam estar sempre separados fisicamente e operar independentemente uns dos outros. A energia é recebida ou fornecida por aqueles componentes, dependendo da natureza e da aplicação de um equipamento em particular. O processo de conversão de energia eletromecânica também abarca normalmente o armazenamento e a transferência de energia elétrica. O principal objetivo deste ramo da tecnologia é justamente o estudo dos princípios de conversão de energia eletromecânica, bem como o desenvolvimento de modelos para os componentes de sistemas eletromecânicos.

## História

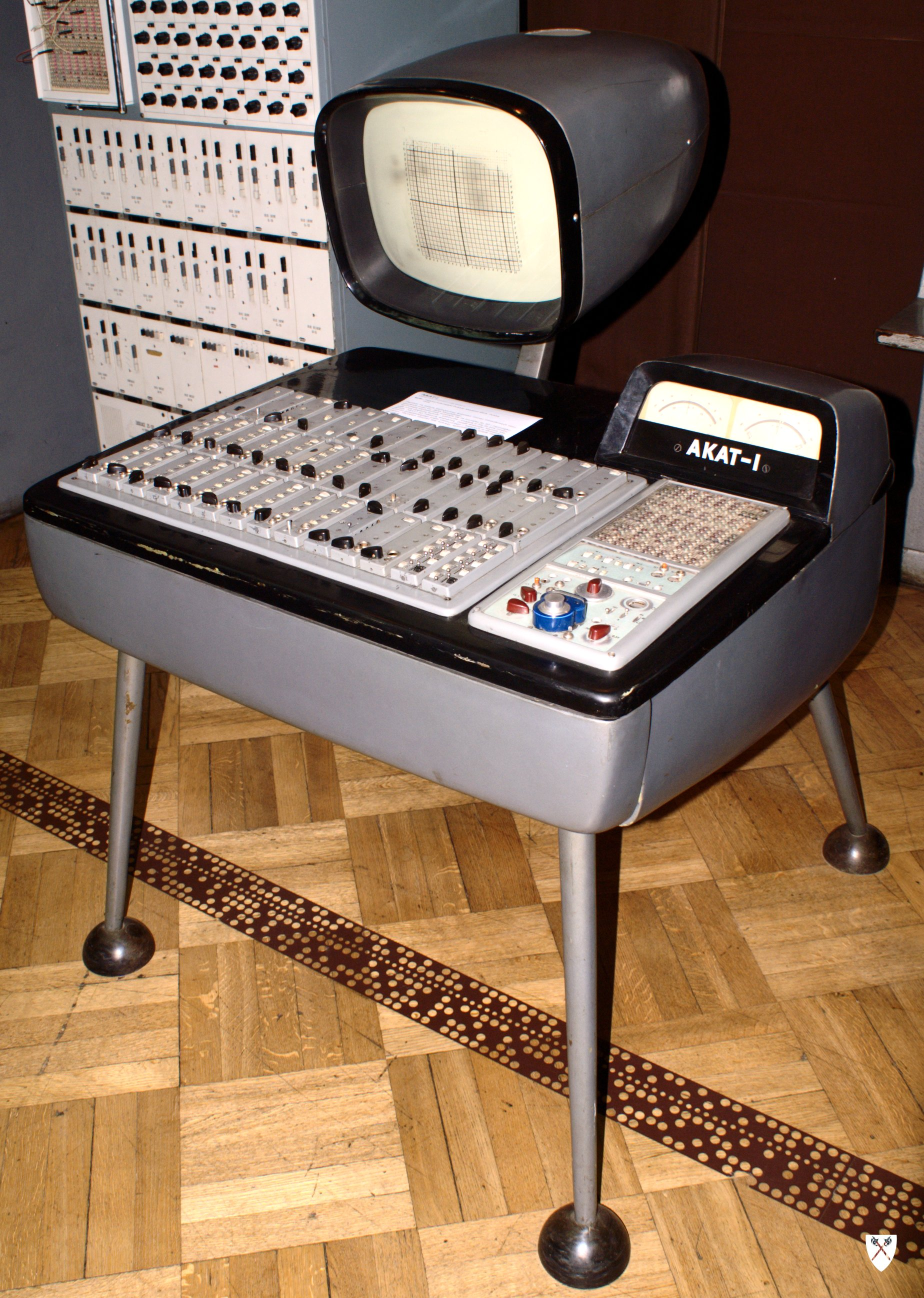
Antigo computador eletromecânico da década de 1950.

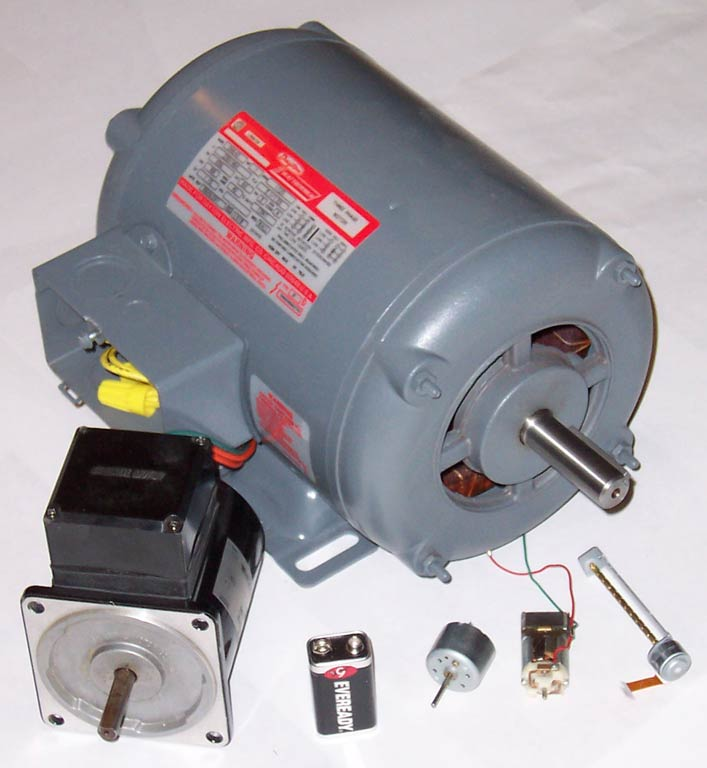
Vários tipos de motores elétricos.

Os fenômenos eletromagnéticos são conhecidos desde o século VI a.C., graças às experiências de Tales de Mileto. No século XVI, o físico inglês William Gilbert - o primeiro cientista a estudar sistematicamente os fenômenos eletromagnéticos - introduziu o termo "eletricidade" a partir do termo grego "elektrón", significando "âmbar"
No final do século XVII, o cientista alemão Otto von Guericke inventou o gerador eletrostático, um aparelho mecânico que gerava eletricidade estática. Durante século XVIII, foram idealizados vários aparelhos eletromecânicos precursores como o eletroscópio em 1705, a garrafa de Leyden (condensador experimental) em 1745 e o para-raios em 1752. Nessa época aparecem também uma série de invenções mecânicas como a lançadeira mecânica, o tear mecânico e a máquina a vapor que marcam o surgimento das modernas engenharias mecânica e industrial.
Michael Faraday definiu a indução eletromagnética com uma experiência simples, mediante a qual descobriu que uma corrente pode ser induzida num arame fazendo-o mover-se sobre um campo elétrico. Baseados neste princípio, fabricaram-se os motores elétricos e os dínamos, marcando o nascimento da engenharia eletrotécnica. Na sequência destas invenções, a eletrotécnica desenvolveu-se tanto que, na transição do século XIX para o século XX já existiam muitas cidades e edifícios com iluminação pública elétrica. Na indústria, as máquinas elétricas substituíram as máquinas a vapor, garantindo uma maior eficiência produtiva e, consequentemente, um maior desenvolvimento industrial.
Os repetidores - surgidos com a telegrafia elétrica no século XIX - eram dispositivos eletromecânicos usados para a geração de sinais telegráficos. Com o desenvolvimento da telefonia por fios, surgiram os comutadores para chamadas telefônicas. Utilizaram-se inicialmente comutadores primitivos como o do tipo Strowger, que, durante a década de 1950, foram substituídos pelos comutadores de barras cruzadas nas grandes instalações telefônicas. No âmbito das telecomunicações, o inventor croata Nikola Tesla desenvolveu uma série de trabalhos no campo da eletromecânica.
Em 1885, Paul Nipkow propôs e patenteou o primeiro sistema eletromecânico de televisão. 
Até à década de 1980, desenvolvem-se as máquinas de escrever elétricas, que incorporavam um motor elétrico. Enquanto que nas máquinas de escrever puramente mecânicas cada tecla movia diretamente uma alavanca metálica com o tipo (carácter) desejado, nas máquinas elétricas as teclas engatavam diversas engrenagens mecânicas que transmitiam o movimento desde o motor até às alavancas de escrita. Um dos modelos de máquinas de escrever elétrica de maior sucesso foi a IBM Selectric, lançada em 1961.
Na década de 1940, os Laboratórios Bell desenvolveram o computador Bell Model V. Tratava-se de um aparelho eletromecânico baseado em relés com tempos de ciclo da ordem dos segundos. Em 1968, a companhia norte-americana Garrett Systems foi convidada a produzir um computador digital para competir com os sistemas eletromecânicos que se estavam então a desenvolver para o computador principal de comando de voo do novo avião de combate F-14 Tomcat da Marinha dos EUA.

## A eletromecânica no Brasil
O conceito de eletromecânica surgiu na década de 1960 e chegou ao Brasil em meados da década de 1970, através do primeiro curso técnico em eletromecânica criado no Colégio Técnico da Rede Ferroviária Federal RFFSA. A princípio o curso tinha como objetivo formar profissionais aptos a efetuarem manutenção tanto na parte elétrica, quanto na parte mecânica das locomotivas da RFFSA. 
Após isso foram lançados diversos cursos técnicos em eletromecânica pelo país em instituições profissionalizantes das redes pública e privada. A ideia principal era formar técnicos com formação em eletrotécnica e conhecimentos relevantes sobre mecânica industrial, esta foi a base curricular do curso de eletromecânica até o final dos anos 1980. 
A partir dos anos 1990 o curso de eletromecânica foi sofrendo modificações como área técnica. Com a evolução da eletrônica e o surgimento das modernas técnicas de automação, o conceito de automação industrial rapidamente fundiu-se com a eletromecânica, e o perfil do profissional foi sendo modificado para se adequar as mudanças na indústria.
Ainda hoje existem diversos cursos de eletromecânica no Brasil em nível técnico e superior. O currículo foi alterado e o conceito não é mais o mesmo da década de 1980, atualmente o curso trabalha mais o lado da integração de sistemas e manutenção industrial.
No final da década de 1990 surgiu o curso de Tecnólogo em eletromecânica, que forma profissionais de nível tecnólogo para atuar na área.

## Profissionais da eletromecânica em Portugal
No grupo dos profissionais da eletromecânica incluem-se: 

### Engenheiros
Os engenheiros e engenheiros técnicos eletromecânicos. Compete-lhes:
1. Calcular, selecionar, dimensionar e desenhar elementos de sistemas mecânicos;
2. Selecionar, implementar e controlar processos de produção industrial de componentes, selecionando os materiais adequados;
3. Organizar, gerir, planejar e controlar as atividades de manutenção em instalações industriais;
4. Monitorizar, operar e manter instalações, máquinas e outros equipamentos térmicos e hidráulicos;
5. Calcular, selecionar, montar, operar, monitorizar e manter as máquinas elétricas utilizadas em instalações industriais;
6. Planear, calcular, desenhar, construir, operar, monitorizar e manter instalações elétricas de alta, média e baixa tensão, de acordo com as regulamentações vigentes;
7. Selecionar, calcular, desenhar, monitorizar, operar e manter sistemas básicos de medição e controlo de processos industriais.

Algumas instituições de ensino superior oferecem cursos específicos de engenharia eletromecânica. No entanto, frequentemente, as funções de engenheiro eletromecânico são desempenhadas por diplomados em engenharia eletrotécnica ou, ocasionalmente, por diplomados em engenharia mecânica ou industrial com bons conhecimentos de eletricidade. 
Em Portugal, a Universidade da Beira Interior oferece o curso de licenciatura (1º ciclo) + mestrado (2º ciclo) em engenharia eletromecânica, cujos diplomados têm acesso à profissão de engenheiros na especialidade de eletrotécnica da Ordem dos Engenheiros. O Instituto Superior de Engenharia de Coimbra e a Escola Superior de Tecnologia de Portalegre oferecem cursos de licenciatura (1º ciclo) em engenharia eletromecânica, cujos diplomados têm acesso à profissão de engenheiro técnico da especialidade de mecânica da Associação Nacional dos Engenheiros Técnicos. Já a Escola Superior de Tecnologia de Setúbal oferece o curso de licenciatura (1º ciclo) em engenharia eletrotécnica e computadores - ramo de eletromecânica, cujos diplomados têm acesso à profissão de engenheiro técnico na especialidade de energia e sistemas de potência.

### Eletromecânicos em Portugal
Os eletromecânicos qualificados para atuarem profissionalmente nos vários domínios da eletromecânica. Compete-lhes - entre outras funções - o desenho, a instalação, a manutenção e a reparação de máquinas e outros aparelhos eletromecânicos, no âmbito dos setores da indústria e energia. Os eletromecânicos recebem normalmente uma formação técnico-profissional mista entre a de eletricista e a de mecânico.
Com a substituição dos sistemas eletromecânicos pelos sistemas eletrônicos, sobretudo nos setores da informação e controlo, alguns domínios de atuação dos eletromecânicos passaram a estar a cargo de técnicos de eletrônica e de mecatrônica.
No Catálogo Nacional de Qualificações de Portugal existem hoje as qualificações de eletromecânico de eletrodomésticos, de eletromecânico de sistemas de climatização e refrigeração e de eletromecânico de manutenção industrial. Todas estas qualificações são de nível 2.